# Ваопере
Ва́опере (эст. Vaopere) — деревня в волости Рапла уезда Рапламаа, Эстония. 
До административной реформы местных самоуправлений Эстонии 2017 года входила в состав волости Кайу.

## География и описание
Расположена у границы уездов Харьюмаа и Рапламаа, в 21 километре к северо-востоку от уездного и волостного центра — города Рапла. Высота над уровнем моря — 87 метров.
Деревня характеризуется рассеянным размещением домохозяйств. Центр деревни практически не менялся на протяжении веков и был объявлен памятником археологии из-за наличия археологического культурного слоя.
Климат умеренный. Официальный язык — эстонский. Почтовый индекс — 79314.

## Население
По данным переписи населения 2021 года, в Ваопере насчитывалось 60 жителей, из них 58 (96,7 %) — эстонцы.
В 2018 году в деревне было 25 хуторов и проживали 55 человек, из них 28 мужчин и 27 женщин; детей в возрасте до 15 лет включительно — 44, лиц пенсионного возраста — 3. В период с 1972 по 1990 год самое большое число хуторов — 64 — было в деревне в 1975 году. 
По данным переписи населения 2011 года, в Ваопере проживали 48 человек, все — эстонцы.
Численность населения деревни Ваопере по данным переписей населения:
| Год  | 1959 | 1970 | 1979 | 1989 | 2000 | 2011 | 2021 |
| ---- | ---- | ---- | ---- | ---- | ---- | ---- | ---- |
| Чел. | 93   | ↘ 88 | ↘ 6  | ↘ 57 | ↘ 56 | ↘ 48 | ↗ 60 |

## История
Первое упоминание о Ваопере имеется в Датской поземельной книге 1241 года (деревня Wahumperæ). Примерно в 1345 году упоминается Wagumpere, в 1725 году — Wahofer.
В Российской империи деревня находилась в приходе Юуру Харьюского уезда Эстляндской губернии; её хутора относились к мызе Куймец (нем. Kuimetz, Куйметса, эст. Kuimetsa mõis) и скотоводческой мызе Мустифер (нем. Mustifer, Мустери, эст. Musteri karjamõis). 
В советский период Ваопере сначала относилась к Таллинской области (1952—1953 гг.), после упразднения в Эстонии областей входила в состав Кайуского сельсовета, с 1979 года — в состав Юуруского сельсовета.
В 1972—1976 годах большинство хуторов Ваопере относились к колхозу «Куйметса», который в 1977 году объединился с колхозом «Кайу», вследствие чего хутора деревни стали относиться к последнему. Частной собственностью в то время были только хутора Тыума (Tõuma), Пунди (Pundi), Лоху (Lohu), Кийза (Kiisa), Рохула (Rohula), Яагу (Jaagu) и Казе (Kase). Самыми старыми хуторами Ваопере считаются Сепа (Sepa), Кийза (Kiisa (Tagatõuma)), Рыыза (Rõõsa (Turvastu)), Казе (Kase (Hindrek-Hansu)), Койду (Koidu (Käärin-Tiitsu)), Юриксе (Jürikse), Луха (Luha (Vainu)), Сийму-Тыну (Siimu-Tõnu), Яагу (Jaagu), Кыртсу (Kõrtsu), Куузе (Kuuse (Tõnumatsi)), Саунани (Saunani), Мяэмехе (Mäemehe (Eestõuma)) и Тянава (Tänava), т. к. они обозначены на карте 1765 года.
Исторически жители деревни занимаются разведением коров, свиней и овец, при этом в советское время бо́льшую часть произведённого мяса и молока они продавали колхозу.
В деревне находится внесённый в 1997 году в Государственный регистр памятников культуры Эстонии  и исключённый из него в 2023 году — могила Ханса Ванатоа (Hans Vanatoa, 1874—1941) и Харальда Ванатоа (Harald Vanatoa, 1900—1941), расстрелянных фашистами 20 августа 1941 года (См. Список советских военных памятников Эстонии).